# ستيفان فيشينسكي
ستيفان فيشينسكي (بالبولندية: Stefan Wyszyński) أسقف كاثوليكي بولندي خدم رئيسا لأساقفة وارسو ورئيس أساقفة جنازنة (جنيزنو) من عام 1948 إلى عام 1981. خدم سابقًا أسقفا لوبلين من عام 1946 إلى عام 1948. عينه كاردينالًا البابا بيوس الثاني عشر في 12 يناير 1953. بصفته رئيس أساقفة جنازنة، كان فيزينسكي يحمل لقب "رئيس أساقفة بولندا".
بدأت قضية إعلان القداسة فيزينسكي في عام 1989. وهو معروف بمواقفه المناهضة للنازية والشيوعية، وبسبب علاقاته بالبابا يوحنا بولس الثاني؛ لعب دورًا رئيسيًا في حث كارول يوزيف فويتيوا على قبول انتخابه بابا. أعلن البابا فرنسيس تطويب فيزينسكي في 12 سبتمبر 2021.